# Art Smakaj
Art Smakaj, né le 4 février 2003 à Zagreb en Croatie, est un footballeur international kosovar, qui évolue au poste de milieu défensif au LASK.

## Biographie

### En club
Né à Zagreb en Croatie, Art Smakaj est formé par l'un des clubs de la capitale, le NK Lokomotiva Zagreb.
Il joue son premier match en professionnel le 26 février 2022 face au HNK Gorica, en championnat. Il est titularisé et son équipe s'impose par deux buts à zéro.
Le 23 février 2024, Smakaj marque son premier but en professionnel, à l'occasion d'une rencontre de championnat face au NK Osijek. Titulaire, il ouvre le score de la tête mais son équipe se fait rejoindre en fin de match (1-1 score final).

### En sélection
En septembre 2021, Art Smakaj est convoqué pour la première fois en sélection, avec l'équipe du Kosovo des moins de 19 ans. Il joue en tout deux matchs avec cette équipe, les deux en 2021.
En mai 2024, Art Smakaj est convoqué pour la première fois avec l'équipe nationale du Kosovo. Il honore sa première sélection lors de ce rassemblement, le 5 juin 2024, lors d'un match amical contre la Norvège. Il entre en jeu et son équipe est battue par trois buts à zéro.